# Carles Pérez
Carles Pérez Sayol (Granollers, Barcelona, 16 de febrero de 1998) es un futbolista español que juega como delantero en el Aris Salónica F. C. de la Superliga de Grecia.

## Trayectoria

### Inicios
Comenzó a jugar al fútbol desde los cinco años, en el campo de Vilanova del Vallès cercano a su hogar. Pasaría tres años después al Damm, y luego al R. C. D. Espanyol en 2008. En su última etapa como infantil explota como jugador, por lo que el Fútbol Club Barcelona lo ficha para incorporarlo a La Masía, al Cadete "B" de Franc Artiga.

### F. C. Barcelona
Su progresión fue en aumento, pasando sin problemas en las diversas categorías inferiores, llegando rápidamente a los equipos juveniles. 
Durante el verano de 2015, entró en la nómina barcelonista para la disputa del Mundial de Clubes sub-17 que se disputaría en Madrid. En el estreno culé, Pérez marca los tres goles para la victoria frente al Santos Laguna mexicano por 3-1. Ya en cuartos de final vuelve a deslumbrar ante el Kashiwa Reysol de Japón, abriendo el marcador en el minuto 4' que acabaría luego en 2-0 dando el paso a semifinales. En esta instancia caen por 3-0 frente al S. C. Corinthians, acabando así con su participación con Carles como el segundo máximo anotador.
El 3 de octubre de 2015 debutó con el filial azulgrana de manos de Gerard López, el encuentro sería frente al Atlético Levante como visitante acabando en empate sin goles, Carles entraría en el minuto 62' en reemplazo de Maxi Rolón.
El 19 de mayo de 2019 debutó en partido oficial con el primer equipo en la última jornada de Liga en el empate a 2 ante la S. D. Eibar en Ipurúa. El 25 de agosto anotó su primer gol, en partido oficial con el primer equipo, en la victoria por 5 a 2 ante el Real Betis Balompié en la 2.ª jornada de Liga.
El 27 de septiembre de 2019 el club azulgrana anunció su renovación hasta el 30 de junio de 2022.
El 10 de diciembre de 2019 debutó en la Liga de Campeones anotando uno de los goles de victoria del conjunto azulgrana ante el Inter de Milán por 1 a 2 y se garantizó tener ficha del primer equipo tras haber jugado un mínimo de 30 minutos en siete partidos.

### A. S. Roma
El 30 de enero de 2020 el Fútbol Club Barcelona anunció su cesión a la A. S. Roma hasta final de temporada a cambio de un millón de euros con una opción de compra obligatoria de 11 millones más 3,5 en variables. Debutó dos días después en la derrota por 4-2 ante el U. S. Sassuolo en la Serie A y el 20 de febrero anotó su primer gol con el equipo en la victoria por la mínima (1-0) ante el K. A. A. Gante en la ida de los dieciseisavos de final de la Liga Europa de la UEFA.
El 8 de agosto de 2022 el R. C. Celta de Vigo anunció que había llegado a un principio de acuerdo con la entidad romanista para su cesión a falta de la pertinente revisión médica. Al día siguiente firmó por una temporada, teniendo el conjunto vigués una opción de compra al final de la misma. Esta se hizo efectiva y firmó un contrato de cuatro años de duración. Tras el primero de ellos fue prestado los dos siguientes al Getafe C. F. y al Aris Salónica F. C.

## Selección nacional
Carles ha participado en gran medida con las categorías inferiores de la selección de España. Comenzando con la sub-16, en donde prontamente se convierte en fijo para la delantera, sería él quien permitiera a "la roja" ganar la semifinal de la Copa Presidente el 27 de junio, al marcar el gol del empate 1-1 ante el organizador: Azerbaiyán. Dos días después volvería a ser titular en la final contra Georgia, y además marcaría para abrir el marcador en lo que terminaría en goleada.
Sus buenas actuaciones lo hicieron proyectarse con la sub-17, con quienes resultaba habitual verlo y marcar. Pero en marzo de 2015, fue dejado fuera de la fase de grupos que disputaría el combinado por las clasificatorias para el Campeonato Europeo producto de una lesión.

## Estadísticas

### Clubes
| Club                         | Div.          | Temporada     | Liga  | Liga  | Copas nacionales | Copas nacionales | Copas internacionales | Copas internacionales | Total | Total |
| Club                         | Div.          | Temporada     | Part. | Goles | Part.            | Goles            | Part.                 | Goles                 | Part. | Goles |
| ---------------------------- | ------------- | ------------- | ----- | ----- | ---------------- | ---------------- | --------------------- | --------------------- | ----- | ----- |
| F. C. Barcelona "B" · España | 2.ª B         | 2015-16       | 1     | 0     | —                | —                | —                     | —                     | 1     | 0     |
| F. C. Barcelona "B" · España | 2.ª           | 2017-18       | 27    | 3     | —                | —                | —                     | —                     | 27    | 3     |
| F. C. Barcelona "B" · España | 2.ª B         | 2018-19       | 26    | 9     | —                | —                | —                     | —                     | 26    | 9     |
| F. C. Barcelona "B" · España | 2.ª B         | 2019-20       | 1     | 1     | —                | —                | —                     | —                     | 1     | 1     |
| F. C. Barcelona "B" · España | Total club    | Total club    | 55    | 13    | —                | —                | —                     | —                     | 55    | 13    |
| F. C. Barcelona · España     | 1.ª           | 2018-19       | 1     | 0     | 0                | 0                | 0                     | 0                     | 1     | 0     |
| F. C. Barcelona · España     | 1.ª           | 2019-20       | 10    | 1     | 1                | 0                | 1                     | 1                     | 12    | 2     |
| F. C. Barcelona · España     | Total club    | Total club    | 11    | 1     | 1                | 0                | 1                     | 1                     | 13    | 2     |
| A. S. Roma · Italia          | 1.ª           | 2019-20       | 14    | 1     | —                | —                | 3                     | 1                     | 17    | 2     |
| A. S. Roma · Italia          | 1.ª           | 2020-21       | 21    | 2     | 1                | 0                | 9                     | 1                     | 31    | 3     |
| A. S. Roma · Italia          | 1.ª           | 2021-22       | 19    | 1     | 1                | 0                | 8                     | 2                     | 28    | 3     |
| A. S. Roma · Italia          | Total club    | Total club    | 54    | 4     | 2                | 0                | 20                    | 4                     | 76    | 8     |
| R. C. Celta de Vigo · España | 1.ª           | 2022-23       | 35    | 3     | 3                | 2                | —                     | —                     | 38    | 5     |
| R. C. Celta de Vigo · España | 1.ª           | 2023-24       | 16    | 1     | 3                | 2                | —                     | —                     | 19    | 3     |
| R. C. Celta de Vigo · España | Total club    | Total club    | 51    | 4     | 6                | 4                | 0                     | 0                     | 57    | 8     |
| Getafe C. F. · España        | 1.ª           | 2024-25       | 27    | 3     | 3                | 0                | ―                     | ―                     | 30    | 3     |
| Getafe C. F. · España        | Total club    | Total club    | 27    | 3     | 3                | 0                | 0                     | 0                     | 30    | 3     |
| Aris Salónica F. C. · Grecia | 1.ª           | 2025-26       | 0     | 0     | 0                | 0                | 1                     | 0                     | 1     | 0     |
| Aris Salónica F. C. · Grecia | Total club    | Total club    | 0     | 0     | 0                | 0                | 1                     | 0                     | 1     | 0     |
| Total carrera                | Total carrera | Total carrera | 198   | 25    | 12               | 4                | 22                    | 5                     | 232   | 34    |

## Palmarés

### Títulos nacionales
| Título                     | Club            | País   | Año  |
| -------------------------- | --------------- | ------ | ---- |
| Primera División de España | F. C. Barcelona | España | 2019 |

### Títulos internacionales
| Título                             | Club       | Sede   | Año  |
| ---------------------------------- | ---------- | ------ | ---- |
| Liga Europa Conferencia de la UEFA | A. S. Roma | Tirana | 2022 |

## Salud
El 30 de julio de 2025 fue ingresado de urgencia en un hospital debido a una mordedura de perro en los genitales, cuando intentaba defender a su mascota mientras paseaba en Salónica.